# 特勒峰
特勒峰（英語：Teller Peak）是南極洲的山峰，位於瑪麗伯德地，處於密歇根高原東北端，海拔高度3,550米，美國地質調查局根據測量和美國海軍拍攝的空中照片繪入地圖，現時由南極條約體系管理。